# حمام نو
حمام نو مربوط به دوره قاجار است و در شهرکرد، میدان فردوسی واقع شده و این اثر در تاریخ ۷ خرداد ۱۳۸۷ با شمارهٔ ثبت ۲۲۹۵۸ به‌عنوان یکی از آثار ملی ایران به ثبت رسیده است.